# 2034년 FIFA 월드컵
2034년 FIFA 월드컵(2034 FIFA World Cup)은 2034년에 사우디아라비아에서 개최될 예정인 25번째 FIFA 월드컵이다. FIFA의 마감일인 2023년 10월 31일에 맞춰 입찰을 제출한 유일한 국가이기 때문에 사우디아라비아에서 개최될 예정이다.
FIFA는 2030년 FIFA 월드컵을 3개 대륙(아프리카, 유럽, 남미)에서 개최하기로 결정한 이후 개최 자격을 아시아 또는 오세아니아로 제한했다. 관찰자들은 이를 잠재적인 경쟁 유치 입찰을 대폭 줄임으로써 사우디아라비아가 2034년 FIFA 월드컵을 개최할 수 있는 길을 닦는 것이라고 특징지었다.

## 개최국 선정
사우디아라비아는 현재 피파랭킹 58위이다.
2034년 월드컵 입찰 절차는 2023년 10월 4일에 시작되었으며 2030년 월드컵과 동일한 요구 사항을 사용하였다. FIFA의 대륙별 로테이션 정책으로 인해 아시아 축구 연맹 및 오세아니아 축구 연맹 소속 협회만 주최할 수 있었다. FIFA는 2030년 월드컵을 3개 대륙에서 개최하기로 결정했다( 아프리카, 유럽, 남미)과 2026년 월드컵은 북미에서 개최될 예정이어서 2034년 월드컵은 반드시 아시아나 오세아니아에서 개최해야 한다는 뜻이다. 뉴욕 타임스보고서에 따르면 관찰자들은 이를 잠재적인 개최 입찰을 대폭 줄임으로써 사우디아라비아가 2034년 월드컵을 개최할 수 있는 길을 닦는 것으로 보았다.
2023년 10월 31일, FIFA 회장 자니 인판티노는 사우디아라비아가 2034년 월드컵을 개최할 것이라고 발표하여 아시아 축구 연맹이 월드컵을 개최하거나 개최할 예정인 것은 2002년 FIFA 월드컵 이후이다. 일본과 대한민국에서 개최된 2002년 월드컵과 카타르에서 2022년 월드컵이 개최되었으며, 2022년 카타르 이후 12년만에 중동에서 개최될 것이다.

## 개최국 후보
일본 피파랭킹 15위 한국 피파랭킹 23위 (한중일 남북월드컵) 유지하여 2002년 월드컵을 개최한 이력이 있어 한국북한일본 공동개최가 가능하다는 의견이있다.
사우디아라비아는 온도때문에 개최하게 된다면 11월과 12월 개최하게 된다. 이로인해 유럽 챔피언스리그나 유럽 리그에 영향을 끼치게된다. 또 미국월드컵에 사우디아라비아가 탈락가능성이 있다. 이로인해 피파랭킹이 낮다

5월부터 9월까지 야간 최저기온이 26℃에서 29℃, 낮 평균기온이 33℃에서 37℃로 나타나 이 나라에서 스포츠를 하기에는 특히 어려운 조건이 된다.
이웃 카타르의 기후는 사우디아라비아와 비슷하다.카타르가 2022년 FIFA 월드컵을 개최했을 때 쾌적한 플레이 환경을 확보하기 위해 대회는 11월과 12월에 개최되었다.그래서 2034년 본선도 비슷한 시기에 열릴 것이라는 관측도 있다
- 현재 유치에 관심을 보이는 나라는  중국(한중일 월드컵), 사우디아라비아이다
- 한국 북한의 공동개최도 예상하고있다.
- 우주베키스탄과 카자흐키스탄의 공동개최를 원한다는 소식이 나왔다.

## 잠정 개최 도시
공식 경기장 목록은 아직 확정되지 않았다. 하지만 본선 대회가 리야드, 제다, 담맘, 키디야, 네옴, 코바르, 타이프와 부라이다에서 열릴 수도 있다고 보고되었다. 경기장은 2027년 AFC 아시안컵의 FIFA 월드컵 기준을 충족하기 위해 개발 또는 개조 중이기 때문이다.

## 지역 예선

### 본선 진출국
모든 6개 개최국들은 2030년 FIFA 월드컵에 자동본선진출할 것이다.
| 국가대표팀     | 본선 진출 자격 | 본선 진출 확정일 | 이전 대회 성적1                                | 이전 대회 최고 성적 |
| -------------- | -------------- | ---------------- | ---------------------------------------------- | ------------------- |
| 사우디아라비아 | 개최국         | 2023년 10월 31일 | 7+α (1994, 1998, 2002, 2006, 2018, 2022, 2034) | 16강(1회) (1994)    |

1 굵은 글씨는 당해년도 우승팀을 가리킨다. 이탤릭 체 글씨는 당해년도 개최국을 가리킨다.

### 슬롯 할당
| 대륙별 축구 협회 | FIFA 월드컵 참가 자격 회원 | 본선 진출팀 수 (개최국 포함) | 본선 진출 회원 비율 |
| ---------------- | -------------------------- | ---------------------------- | ------------------- |
| 아시아 (개최국)  | 46                         | 8+2⁄3                        | 18%                 |
| 아프리카         | 54                         | 9+1⁄3                        | 17%                 |
| 북중미카리브     | 35                         | 6+1⁄3                        | 19%                 |
| 남미             | 10                         | 6+1⁄3                        | 65%                 |
| 오세아니아       | 14                         | 1+1⁄3                        | 14%                 |
| 유럽             | 55                         | 16                           | 29%                 |
| 총               | 215                        | 48                           | 23%                 |

### 대륙간 플레이오프
6개 팀이 참가하는 플레이오프가 개최되어, FIFA 월드컵의 마지막 두 자리를 결정한다. 유럽 축구연맹은 대륙간 플레이오프에 참가하지 않으며, 나머지 4개 대륙 연맹당 1팀씩, 개최 대륙인 아시아 축구 연맹은 2팀이 참가한다. FIFA 랭킹에 따라 시드된 팀은 시드되지 않은 4개 팀이 참가하는 첫 두 경기의 승자와 FIFA 월드컵 접전을 펼친다. 토너먼트는 개최국에서 진행된다.

## 중계권
- 대한민국 - JTBC, JTBC GOLF&SPORTS